# Jovana Janković (siatkarka)
Jovana Janković z domu Vesović; srb. Јована Јанковић (ur. 21 czerwca 1987 w Užicach) – serbska siatkarka, reprezentantka kraju, grająca na pozycji przyjmującej. 

## Sukcesy klubowe
Mistrzostwo Serbii:
- 2008, 2009
- 2007

Puchar Serbii:
- 2008, 2009

Puchar Szwajcarii:
- 2010

Mistrzostwo Szwajcarii:
- 2010

Mistrzostwo Rumunii:
- 2012, 2016
- 2011

Puchar Grecji:
- 2015

Mistrzostwo Azerbejdżanu:
- 2017

## Sukcesy reprezentacyjne
Mistrzostwa Świata Juniorek:
- 2005

Mistrzostwa Świata:
- 2006

Mistrzostwa Europy:
- 2011
- 2007

Letnia Uniwersjada:
- 2009

Liga Europejska:
- 2009, 2010, 2011
- 2012

Grand Prix:
- 2011

## Nagrody indywidualne
- 2005: MVP Mistrzostw Świata Juniorek